# Juri Andrejewitsch Ossipjan
Juri Andrejewitsch Ossipjan (russisch Ю́рий Андре́евич Осипья́н; * 15. Februar 1931 in Moskau; † 10. September 2008 ebenda) war ein armenisch-russischer Festkörperphysiker und Hochschullehrer.

## Leben
Ossipjan studierte am Moskauer Institut für Stähle und Legierungen mit Abschluss 1955 bei G. W. Kurdjumow und anschließend an der Lomonossow-Universität Moskau bis 1959. 1955–1962 arbeitete er im Institut für Metallphysik des ZNII-Schwarzmetallurgie-Konzerns und 1962–1963 im Institut für Kristallographie der Akademie der Wissenschaften der UdSSR (AN-UdSSR). In seiner wissenschaftlichen Arbeit untersuchte er die Effekte der Wechselwirkung von Elektronen mit einem Festkörper und entdeckte den Effekt der optischen Anregung auf die plastische Verformung (Photoplastischer Effekt) von Halbleitern. Er entwickelte die Theorie der Versetzungen im Halbleiterkristall.
Zusammen mit dem Gründungsdirektor G. W. Kurdjumow baute Ossipjan das Institut für Festkörperphysik der AN-UdSSR in Tschernogolowka bei Moskau auf und leitete es bis zu seinem Tode. 1968 wurde er zum Doktor der physikalisch-mathematischen Wissenschaften promoviert. 1981 wurde er zum Professor ernannt und als  Wirkliches Mitglied in die AN-UdSSR gewählt, deren Vizepräsident er 1988–2001 war (seit 1991 Russische AN). In Tschernogolowka hatte er 1980–2004 den Vorsitz des Direktorenrates des Wissenschaftlichen Zentrums der AN-UdSSR inne. In den 1980er Jahren führte Ossipjan mit seinem Institut auch Mikrogravitationsexperimente an Bord der Mir-Raumstation durch. Nach 2000 untersuchte er auch Fullerene.
Neben seiner Tätigkeit im Institut für Festkörperphysik leitete Ossipjan seit 1964 den Lehrstuhl für Festkörperphysik des Moskauer Instituts für Physik und Technologie, und an der Lomonossow-Universität Moskau leitete er den Lehrstuhl für Physik der kondensierten Materie. 2006–2008 war er Dekan der Physikalisch-Chemischen Fakultät der Lomonossow-Universität. Dazu war er Erster Vizepräsident der Internationalen Union für Reine und Angewandte Physik. Er war Hauptherausgeber der russischen Zeitschrift Oberfläche: Physik, Chemie, Mechanik und Mitherausgeber der Zeitschrift Kristallographie sowie Hauptherausgeber der populärwissenschaftlichen Zeitschrift Quant des Verlags Nauka.
1990 wurde Ossipjan Mitglied des Präsidialrats des Präsidiums des Obersten Sowjets.
Ossipjans Grab befindet sich auf dem Makarowo-Friedhof in Tschernogolowka.

## Ehrungen
- Orden des Roten Banners der Arbeit (1971, 1975)
- Leninorden (1981, 1986)
- Lebedew-Goldmedaille der AN-UdSSR (1984) für die Arbeiten zum Einfluss des Lichts auf die plastische Verformung und die Entdeckung des Fotoplastischen Effekts
- Held der sozialistischen Arbeit (1986)
- Goldmedaille und Alexander-Petrowitsch-Karpinskij-Preis für Leistungen russischer Wissenschaftler auf den Gebieten der Natur- und Gesellschaftswissenschaften der Alfred Toepfer Stiftung F. V. S. (1988)
- Ausländisches Mitglied der Bulgarischen Akademie der Wissenschaften (1989)
- Verdienstorden für das Vaterland 2. Klasse (1999)
- Lomonossow-Goldmedaille (2005) für den grundlegenden Beitrag zur Physik der Versetzungen in Festkörpern und die Entdeckung des Fotoplastischen Effekts